# Farsø
Farsø es un pueblo danés perteneciente al municipio de Vesthimmerland, en la región de Jutlandia Septentrional.
Tiene 3410 habitantes en 2017, lo que lo convierte en la tercera localidad más importante del municipio tras Aars y Løgstør.
La localidad fue fundada en el siglo XIII y se desarrolló como poblado ferroviario en la primera mitad del siglo XX. Hasta 2007 era capital de su propio municipio.
Es el lugar de nacimiento de Johannes Vilhelm Jensen, escritor danés ganador del Premio Nobel de Literatura en 1944.
Se ubica en el suroeste de Himmerland, a medio camino entre Aars y el Limfjord.